# Tarek Boudali

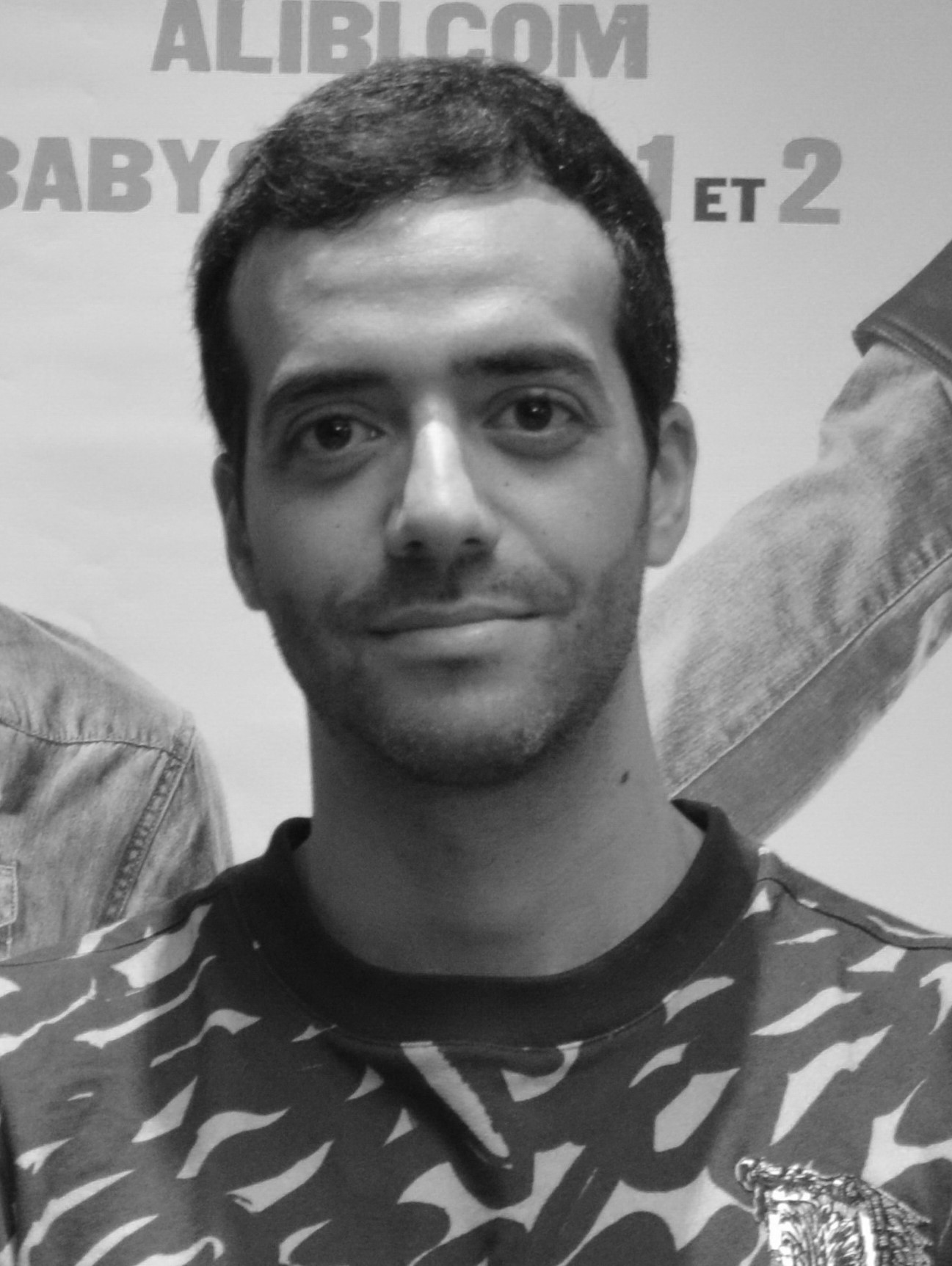
Tarek Boudali, 2017

Tarek Boudali (* 5. November 1979 in Paris) ist ein französischer Filmschauspieler, Drehbuchautor und Regisseur.

## Leben
Tarek Boudali ist der Sohn marokkanischer Eltern. Er besitzt einen Abschluss als Brevet de technicien supérieur. 2005 wurde er Gründungsmitglied der Comedy-Truppe La Bande à Fifi.
2012 war er in der Sitcom En famille zu sehen. Ab 2013 begann La Bande à Fifi selbst Spielfilme zu produzieren. Im Rahmen dieser Gruppe führte er Regie bei Heirate mich, Alter (Épouse-moi mon pote) und 30 Jours max (beide auch Drehbuch). Seine erfolgreichsten Filme als Schauspieler waren Ab in den Dschungel (Babysitting 2) und Alibi.com.

## Filme (Auswahl)
- 2010: Fasten auf Italienisch (L’Italien), Regie: Olivier Baroux
- 2013: Paris um jeden Preis (Paris à tout prix), Regie: Reem Kherici
- 2014: Project: Babysitting (Babysitting), Regie: Philippe Lacheau
- 2015: Ab in den Dschungel (Babysitting 2), Regie: Philippe Lacheau
- 2017: Alibi.com, Regie: Philippe Lacheau
- 2017: Hochzeit ohne Plan (Jour J), Regie: Reem Kherici
- 2017: Heirate mich, Alter! (Épouse-moi mon pote), Regie: Tarek Boudali
- 2018: Nicky Larson – City Hunter (Nicky Larson et le parfum de Cupidon), Regie: Philippe Lacheau
- 2020: 30 Jours max, Regie: Tarek Boudali
- 2021: Super-héros malgré lui, Regie: Philippe Lacheau
- 2022: Menteur, Regie: Olivier Baroux
- 2023: Alibi.com 2, Regie: Philippe Lacheau
- 2023: 3 Jours max, Regie: Tarek Boudali

## Theater
- Qui a tué le mort ? (2008 bis 2009, Théatre Le splendid, Inszenierung Philippe Lacheau)[2]